# Математика муїсків

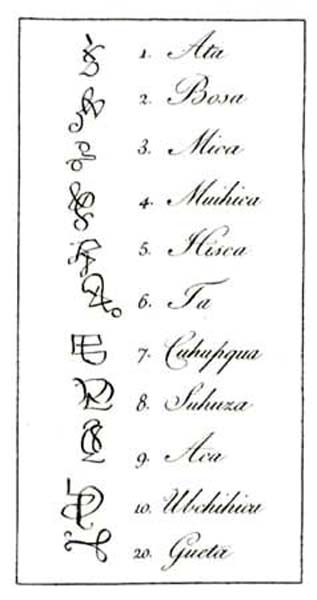
Цифри муїсків

Математика муїсків — система математичних знань, які мали чибча-муїски в доколоніальний період. У них існувала 20-тична система (вігесімал), аналогічна багатьом системам Америки. Вона мала суто практичне застосування: при розподілі землі, проведенні доріг, мостів, частіше застосовувалася в торговельних операціях, при розрахунку кандаря.

## Дослідження
Першим хто представив нумерацію й методи лічби у муїсків, був домініканський священик Бернардо де Луго в роботі «Граматика мови Нового Королівства, званого Моска», що вийшла друком у 1619 році. У 1795 році Хосе Домінго Дукенсе написав «Дисертацію про календарі муісків, присвячену сеньйору Мутісу», в якій доводив, що муїски мали уявлення про обчислювані величини і їх графічну передачу. При цьому посилався на ієрогліфи та петрогліфи, знайдені на селях. Проте було доведено, що муїски позначали свої цифри словами.

## Числення
В основі обрахунку муїсків знаходилася цифра 20 (скільки пальців було на руках та ногах), що відповідало слову гуета (gueta). Слово ата позначало 1, боса — 2, міка — 3, муйка (муііка) — 4, хиска — 5, та — 6, куркуа — 7, сухуса — 8, ака — 9, убчіхіка — 10. Для позначення цифри від 10 і 20 до перших 9 слів додавалося слово уїхіка (в перекладі ноги): уїхіка ата — 11, уїхіка боса — 12 і так далі.
Для вираження цифр більших розмірів до слова гуета додавалося слово асаки (тобто +) і необхідна кількість: боса (2) довірнювало 22. Від 30 до 40 виловляювалося: гуета асаки кіча ака, тобто 30.
Формою вираження більших цифр була гуе з додавання слово в значенні від 1 до 9, тобто гуе куркуа (20х7) дорівнювало 140. Найбільшою цифрою у муїсків було 8000, проте її назва невідомо. На деяких дослідників могло бути просте поєднання слів гуе гуе гуе.

## Арифметика
Муїски використовували власну форму арифметики. Вони знали додавання, віднімання, множення та ділення. Усі цифри-слова додавалися одна до одної за допомогою додаткового слова асаки, що відповідав значенню «плюса». на жаль значення мінуса в муїсків невідомо.
Стовоно множення відомо небагато, це стосується насамперед утворення цифр та числення. Тут вони поєднували прийоми додавання і множення: слово гуе при поєднання з іншими значило «20Х». До нього додавалася необхідна цифра: та (6) і асаки (+) хиска (5), що значило 125. Повністю фраза звучала «гуе та асаки хиска».
Відомо також про ділення, його частіше застосовували торговці при своїх операціях. Муїски знали ділення навпіл, тобто на 2 і 4. Проте як вони його обраховували невідомо. Ці дії муїсків-торгівців відомі з їх лихварських та кредитних операцій, коли боржник повинен був до загальної кількості коштів за товар додати ще половину від вартості.